# Acanthophyllum popovii
Acanthophyllum popovii là loài thực vật có hoa thuộc họ Cẩm chướng. Loài này được (Preobr.) Barkoudah mô tả khoa học đầu tiên năm 1962.